# Francis Kiernan
Francis Kiernan (2 octobre 1800 - 31 décembre 1874) est un anatomiste et médecin.

## Biographie
Il est né en Irlande, l'aîné de quatre enfants . Son père, Francis Kiernan (décédé le 7 mars 1850 au 30 Manchester Square, Londres), est également médecin et amène la famille en Angleterre au début du XIXe siècle. Francis junior fait ses études au Roman Catholic College de Ware, dans le Hertfordshire, et est formé en médecine au St Bartholomew's Hospital, à Londres .
Il crée un cours d'anatomie privé à Charterhouse Square, mais, selon les mots du British Medical Journal, son « grand succès en tant que professeur provoqua beaucoup de jalousie et, en 1825, donna naissance au Conseil du Collège des chirurgiens adoptant une résolution refusant de recevoir des certificats d'enseignants autres que reconnus. La taille de la classe de Kiernan diminue à mesure que les étudiants partent. Les appels au Conseil pour annuler sa décision, en raison de la capacité et des compétences de Kiernan en tant qu'enseignant, sont rejetés .
Il devient membre du Collège royal des chirurgiens d'Angleterre en 1825 . Il est élu membre de la Royal Society en 1834  et reçoit sa médaille Copley en 1836 pour ses travaux sur l'anatomie du foie . Cette même année, il devient membre fondateur du Sénat de l'Université de Londres, où il exerce les fonctions d'examinateur et de conférencier en anatomie et physiologie.
En 1843, il est élu membre du Royal College of Surgeons et siège à son conseil à partir de 1850. Après une seule année en tant que vice-président (1864-1865), il refuse d'être nommé pour des raisons de santé, ayant subi un accident vasculaire cérébral paralytique en 1865 dont il ne se remet jamais complètement .
En 1849, il est élu membre de l'American Philosophical Society .
Il meurt célibataire à son domicile de Manchester Street, Manchester Square, Londres, le soir du Nouvel An 1874  et est enterré au cimetière catholique romain de Mortlake, Londres.